# 大西洋大道

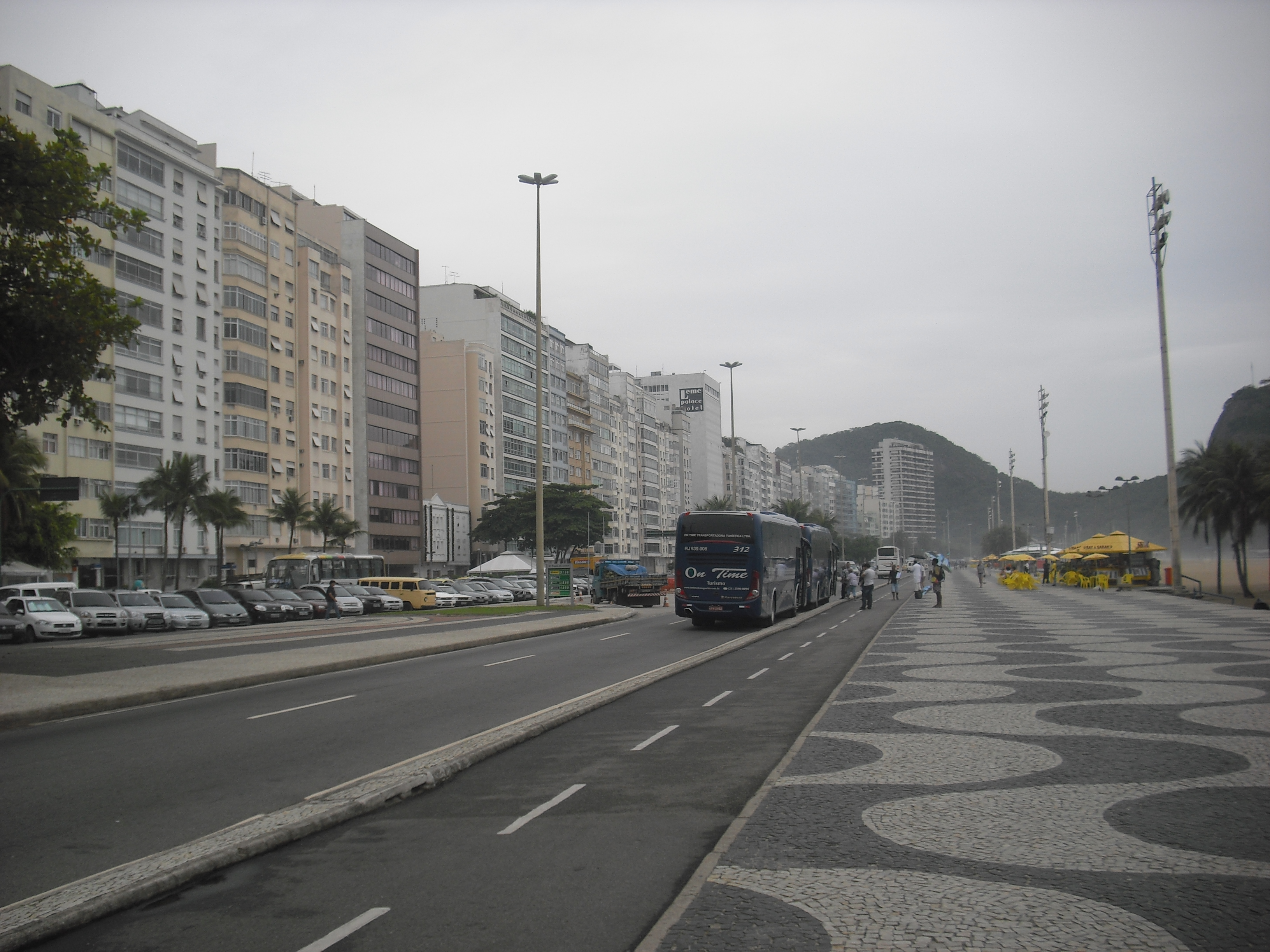
大西洋大道在莱米，自行车道

大西洋大道（葡萄牙语：Avenida Atlântica）是巴西里约热内卢一条重要的海滨大道，全长4公里，跨越了科帕卡瓦纳和莱米两个街区。大西洋大道两旁是住宅楼，餐厅，酒店（包括科帕卡瓦纳宫酒店）和一些商店。

## 活动
每年沿着大西洋大道都会有一个非常大的新年庆祝活动（科帕卡瓦纳海滩上），吸引游客数十万。海滩也是一个常用的举行免费音乐会和体育赛事的场地，包括2007年泛美运动会和2016年夏季奥运会的马拉松游泳、铁人三项和沙滩排球。 
- 科帕卡瓦纳宫酒店
- Isabel